# Forcipomyia semota
Forcipomyia semota är en tvåvingeart som beskrevs av Debenham 1987. Forcipomyia semota ingår i släktet Forcipomyia och familjen svidknott. Inga underarter finns listade i Catalogue of Life.